# Ajtoska planina
Ajtoska planina (bulgariska: Айтоска планина) är en bergskedja i Bulgarien.   Den ligger i regionen Burgas, i den östra delen av landet, 300 kilometer öster om huvudstaden Sofia.
Trakten runt Ajtoska planina består till största delen av jordbruksmark. Runt Ajtoska planina är det ganska tätbefolkat, med 160 invånare per kvadratkilometer.